# Berjosowka (Kaliningrad, Polessk)
Berjosowka (russisch Берёзовка, deutsch Burgsdorf, Geidlauken (1938–1945 Heiligenhain), Friedrichsfelde, Petruschkehmen (1938–1945 Kleinburgsdorf) und Schönwalde, litauisch Geidlaukiai und Petruškiemis) ist ein Ort in der russischen Oblast Kaliningrad, der aus fünf ehemals verschiedenen Orten und Ortsteilen zusammengesetzt wurde. Er gehört zur kommunalen Selbstverwaltungseinheit Stadtkreis Polessk im Rajon Polessk.

## Geographische Lage
Berjosowka liegt 15 Kilometer südöstlich der Rajonstadt Polessk (Labiau). Die südliche Ortsgrenze wird von dem Flüsschen Kamenka (dt. Mauergraben) gebildet, das wenige Kilometer später in die Deime (russisch: Deima) mündet. Durch das südliche Ortsgebiet verläuft die Regionalstraße 27A-145 (ex A190). Die nächste Bahnstation ist Bogatowo (Szargillen/Eichenrode) an der Bahnstrecke Kaliningrad–Sowetsk (Königsberg–Tilsit).

## Geschichte

### Geidlauken (Heiligenhain)
Das früher Gedelauken genannte Dorf fand 1318 seine erste urkundliche Erwähnung. Am 9. April 1874 wurde es Amtsdorf und damit namensgebend für einen neu errichteten Amtsbezirk Geidlauken, der – auch nach seiner Umbenennung in „Amtsbezirk Heiligenhain“ im Jahre 1938 – bis 1945 zum Kreis Labiau im Regierungsbezirk Königsberg der preußischen Provinz Ostpreußen gehörte. Im Jahre 1910 waren in Geidlauken 394 Einwohner registriert.
Am 30. September 1929 vergrößerte sich die Landgemeinde Geidlauken, als die Kolonie Friedrichsfelde, bisher zum Gutsbezirk Neu Sternberg (Forst) gehörig, eingemeindet wurde. Im Jahre 1933 waren in der so verstärkten Gemeinde 424 Einwohner gemeldet, im Jahre 1939 – am 3. Juni 1938 bereits in „Heiligenhain“ umbenannt – waren es noch 381.

#### Friedrichsfelde
Der kleine Ort Friedrichsfelde wurde im gleichen Jahr wie Burgsdorf (s. u.) gegründet, nämlich 1830. Vor 1945 bestand er aus mehreren kleinen Gehöften. 1874 kam auch dieses Dorf als Ortsteil des Gutsbezirks Neu Sternberg (Forst) in den Amtsbezirk Geidlauken. Am 30. September 1929 wurde die Kolonie Friedrichsfelde aus dem Gutsbezirk Neu Sternberg (Forst) herausgelöst und in die Landgemeinde Geidlauken eingegliedert.

#### Amtsbezirk Geidlauken (Heiligenhain) 1874–1945
Der 1874 neu errichtete Amtsbezirk Geidlauken – ab 1938 „Amtsbezirk Heiligenhain“ genannt – setzte sich ursprünglich aus sechs Kommunen zusammen. Im Jahre 1945 waren es, trotz bzw. wegen struktureller Veränderungen wieder sechs Gemeinden:
| Name                  | Änderungsname 1938 bis 1946 | Russischer Name | Bemerkungen                               |
| --------------------- | --------------------------- | --------------- | ----------------------------------------- |
| Geidlauken            | Heiligenhain                | Berjosowka      |                                           |
| Groß Rudlauken        | Rotenfeld                   | Petino          |                                           |
| Perdollen             |                             | Petino          |                                           |
| Skroblienen           | ab 1929: Hagenwalde         | Poltawka        |                                           |
| Dwielen               | Meißnershof                 | Fewralskoje     | 1929 nach Groß Rudlauken eingegliedert    |
| Neu Sternberg (Forst) |                             |                 | in den Amtsbezirk Sternberg eingegliedert |
| ab 1929: Burgsdorf    |                             | Berjosowka      |                                           |
| ab 1929: Jorksdorf    |                             |                 |                                           |

Am 1. Januar 1945 bildeten die Gemeinden Burgsdorf, Hagenwalde, Heiligenhain, Jorksdorf, Perdollen und Rotenfeld den Amtsbezirk Heiligenhain.

### Burgsdorf
Das kleine Dorf Burgsdorf wurde im Jahre 1830 gegründet. 1874 wurde es als Ortsteil des Gutsbezirks Neu Sternberg (Forst) in den neu errichteten Amtsbezirk Geidlauken eingegliedert. Am 30. September 1929 verselbständigte sich die Landgemeinde Burgsdorf, als sie aus dem Gutsbezirk Neu Sternberg (Forst) herausgelöst wurde. Die Zahl ihrer Einwohner betrug 1933 und 1939 gleichbleibend 281.

#### Petruschkehmen (Kleinburgsdorf)
Die Kolonie Petruschkehmen kam als Ortsteil des Gutsbezirks Neu Sternberg (Forst) wie die Nachbarorte 1874 zum Amtsbezirk Geidlauken. Am 30. September 1929 wurde der Ort aus dem Gutsbezirk Neu Sternberg (Forst) herausgelöst und in die neu gebildete Landgemeinde Burgsdorf eingegliedert. Am 3. Juni – amtlich bestätigt am 16. Juli – 1938 erhielt der Ortsteil den veränderten Namen „Kleinburgsdorf“.

#### Schönwalde
Das vor 1945 aus mehreren kleinen Gehöften bestehende Dörfchen Schönwalde kam 1874 als Kolonie innerhalb des Gutsbezirks Neu Sternberg (Forst) zum Amtsbezirk Geidlauken. Am 30. September 1929 wurde es aus dem Gutsbezirk Neu Sternberg (Forst) herausgelöst und in die neu gebildete Landgemeinde Burgsdorf eingegliedert.

### Berjosowka
Die in Folge des Zweiten Weltkriegs zur Sowjetunion gelangten Orte und Ortsteile Burgsdorf, Friedrichsfelde, Geidlauken (Heiligenhain), Petruschkehmen (Kleinburgsdorf) und Schönwalde wurden im Jahr 1947 unter dem russischen Namen Berjosowka zusammengefasst und dieser Ort gleichzeitig dem Dorfsowjet Sosnowski selski Sowet im Rajon Polessk zugeordnet. Von 2008 bis 2016 gehörte Berjosowka zur Landgemeinde Saranskoje selskoje posselenije und seither zum Stadtkreis Polessk.

## Kirche
Die Bevölkerung in den Orten Geidlauken (Heiligenhain), Burgsdorf, Friedrichsfelde, Petruschkehmen (Kleinburgsdorf) und Schönwalde war vor 1945 fast ausnahmslos evangelischer Konfession. Bis 1909 gehörten alle fünf Dörfer zum Kirchspiel der Kirche Laukischken (heute russisch: Saranskoje). Als 1909 in Augstagirren ein neues Kirchspiel gebildet wurde, wurden Burgsdorf, Friedrichsfelde und Schönwalde zur Kirche Augstagirren umgepfarrt, die beiden anderen blieben bei Laukischken. Beide Kirchspiele gehörten bis 1945 zum Kirchenkreis Labiau in der Kirchenprovinz Ostpreußen der Kirche der Altpreußischen Union.
Heute liegt Berjosowka im Einzugsgebiet der in den 1990er Jahren neu entstandenen evangelisch-lutherischen Gemeinde in Polessk (Labiau). Sie ist eine Filialgemeinde der Auferstehungskirche in Kaliningrad (Königsberg) innerhalb der Propstei Kaliningrad der Evangelisch-lutherischen Kirche Europäisches Russland.